# Annals of Probability
The Annals of Probability é um periódico científico de publicação bimestral revisado por pares que cobre os campos da teoria da probabilidade moderna, suas relações com outras áreas da matemática e suas aplicações nas ciências físicas e biológicas. É publicado pelo Institute of Mathematical Statistics, que é uma sociedade internacional profissional e acadêmica dedicada ao desenvolvimento, disseminação e aplicação de estatísticas e probabilidade. A revista foi lançada em 1973 como uma continuação de parte dos Annals of Mathematical Statistics (1930), que foi dividida em Annals of Statistics e esta revista.
O jornal está classificado em 7º na categoria Probabilidade & Estatística com aplicações, com índice h de 47, de acordo com o Google Scholar. O seu CiteScore é de 4,3, e o SCImago Journal Rank é de 3,184, ambos de 2020.

## Conselho editorial
Ao longo da história, as seguintes personalidades foram editores-chefes do periódico:
- Ronald Pyke (1972–1975)[8][9]
- Patrick Billingsley (1976–1978)[10]
- Richard M. Dudley (1979–1981)[11]
- Harry Kesten (1982–1984)[12]
- Thomas M. Liggett (1985–1987)[13]
- Peter E. Ney (1988–1990)
- Burgess Davis (1991–1993)[14]
- James W. Pitman (1994–1996)
- Raghu Varadhan (1997–1999)
- Thomas Kurtz (2000–2002)
- Steven Lalley (2003–2005)
- Greg Lawler (2006–2008)[15]
- Ofer Zeitouni (2009–2011)
- Krzysztof Burdzy (2012–2014)[16]
- Maria Eulália Vares (2015–2017)
- Amir Dembo (2018–2020)
- Christophe Garban & Alice Guionnet (2021-2023)[1]